# Вільям Гопкінс
Ві́льям Го́пкінс (англ. William Hopkins; 2 лютого 1793, Кінгстон-на-Соарі, Ноттінгемшир, Англія, Королівство Великої Британії — 13 жовтня 1866, Кембридж, Англія, Сполучене Королівство Великої Британії та Ірландії) — англійський геолог і математик. Працював у Кембриджському університеті, зробив значний внесок у геологію та виховав цілу плеяду видатних вчених XIX століття. Був членом Лондонського королівського товариства.

## Біографічні дані
Вільям Гопкінс народився 2 лютого 1793 року в сім'ї фермера Вільяма Гопкінса. Ще в дитинстві Гопкінс-молодший освоїв основи сільського господарства, тоді батько орендував для нього ферму поруч із Бері-Сент-Едмундс у графстві Саффолк. Вільям виявився фермером-невдахою, і у віці 28 років (1821), після смерті дружини, він, щоб запобігти повному розоренню, вступив до Кембриджського університету. У 1827 році здобув ступінь бакалавра, а у 1830 — магістра. Незадовго до закінчення університету Гопкінс одружився вдруге на Кароліні Бойс (1799—1881). Він залишився працювати в університеті як приватний тьютор студентів, що претендують на звання кращого випускника. Це заняття виявилося досить успішним для Гопкінса і приносило дохід близько £700—800 на рік (~ 75 тис. фунтів в еквіваленті 2010 року).
Гопкінс захоплювався музикою, любив поезію та писав натюрморти.
У кінці життя потерпав від душевного розладу, через що провів декілька років у клініці для душевнохворих, де помер 13 жовтня 1866 року через виснаження внаслідок хронічної хвороби.
Від другого шлюбу у Гопкінса залишилися син і три дочки, одна з яких, Еліс Гопкінс, стала відомою активісткою за моральність у вікторіанську епоху.

## Викладацька робота
До 1849 року він успішно випустив майже 200 студентів, серед них 17 визнані найкращими випускниками, в тому числі Джордж Габрієль Стокс та Артур Келі. Він займався з Едвардом Раусом, визнаним найкращим випускником, а потім сам став видатним викладачем. У 1833 році Гопкінс опублікував «Основи тригонометрії», чим заслужив визнання як математик.
Гопкінс започаткував популяризацію праць забутого на той час математика Джорджа Гріна (1793—1841), теорії якого стали згодом однією з основ математичної фізики. У 1845 році учень Гопкінса, майбутній лорд Кельвін, а в той час просто Вільям Томпсон, отримав від свого наставника копію наукової роботи Гріна від 1828 року. Саме лорд Кельвін згодом посприяв поширенню праць Гріна.

## Внесок у розвиток геології
Завдяки своєму науковому керівнику, Адаму Седжвіку, Гопкінс виявив глибокий інтерес до застосування математичних методів у геології (близько 1833 року). Праці Гопкінса з геології опубліковані в збірниках Кембриджського філософського товариства і Лондонського геологічного товариства. Саме Гопкінс визначив напрям у науці, відомий в наш час як динамічна геологія. Спільно з Джеймсом Джоулем і Кельвіном провів серію вимірювань тиску в точці плавлення, які підтвердили його теорію про зміщення температури плавлення з підвищенням тиску. Гопкінс вважав, що охолодження Землі насправді не впливає на клімат планети.

## Відомі учні
- Лорд Кельвін — автор (співавтор): відкриття ефекту Джоуля — Томпсона у газодинаміці та ефекту Томпсона в термоелектриці, виявлення нестійкості Кельвіна — Гельмгольца, теореми Кельвіна про циркуляцію;
- Джеймс Клерк Максвелл — автор теорії електромагнітного поля (рівняння Максвелла);
- Джордж Габрієль Стокс — фізик і математик, зробив значний внесок у розвиток гідро- і газодинаміки (див. рівняння Нав'є — Стокса), оптики і математики (див. теорема Стокса);
- Френсіс Гальтон — дослідник, географ, антрополог і психолог; фундатор диференціальної психології та психометрики;
- Артур Кейлі — один із найплодовитіших математиків XIX століття (див. теорема Гамільтона — Келі, Теорема Келі (теорія груп), граф Келі, перетворення Келі);
- Пітер Тет — математик і фізик, автор праць по теорії кватерніонів, теорії вузлів;
- Едвард Джон Раус — механік і математик, зробив помітний внесок у розвиток теорії керування, видатний лектор-педагог;
- Айзек Тодхунтер — британський математик, автор книг з історії математики.

## Вшанування та оцінка заслуг
- Член Лондонського королівського товариства (1 червня 1837)[6].
- Геологічне товариство Лондона (англ. Geological Society of London):[6]
  - Медаль Волластона (1850);
  - Президент Геологічного товариства Лондона (1851—1952).
- Президент Британської наукової асоціації (англ. British Science Association) (1853)[6].